# Palais Althan

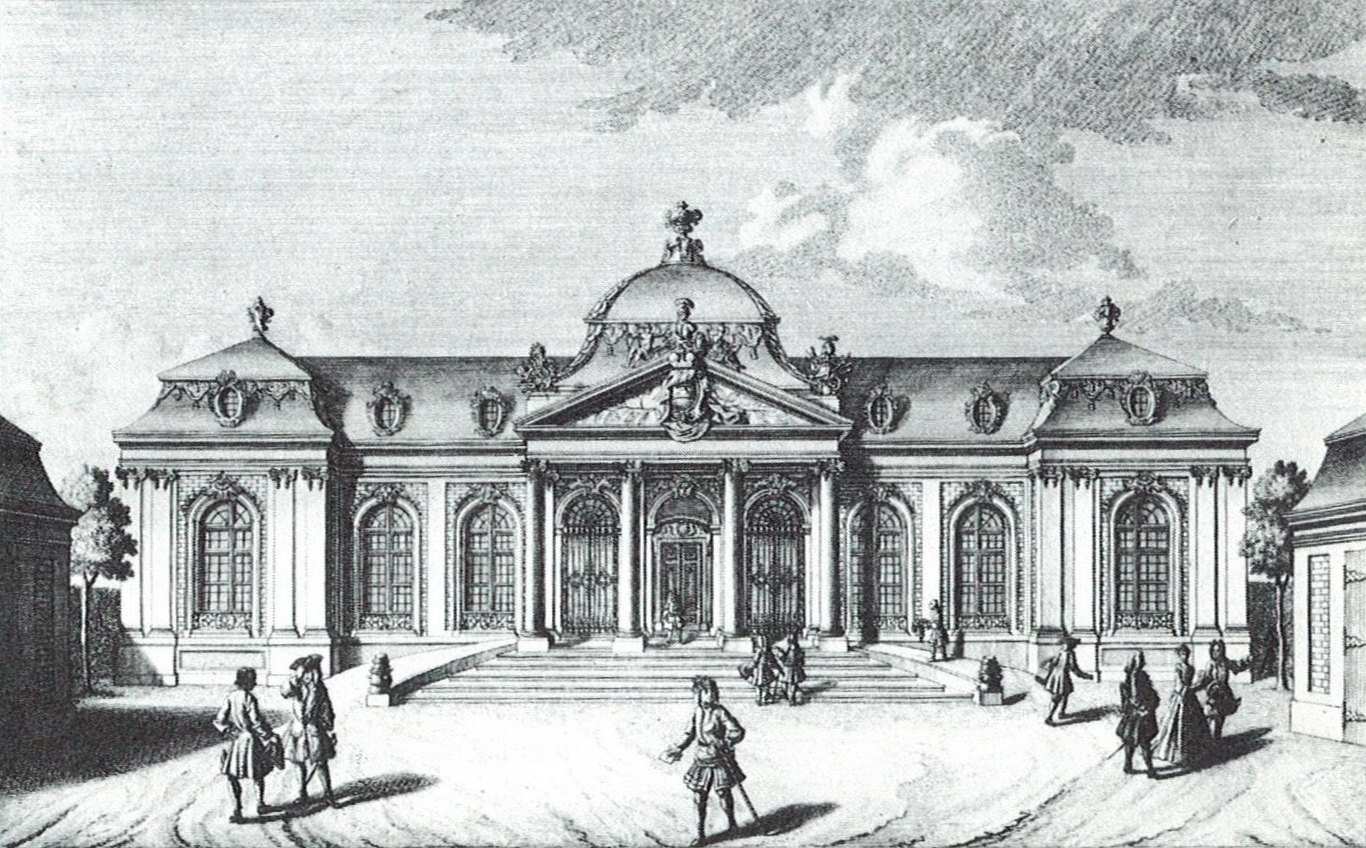
Palais Althan (heute Ungargasse 63–67)

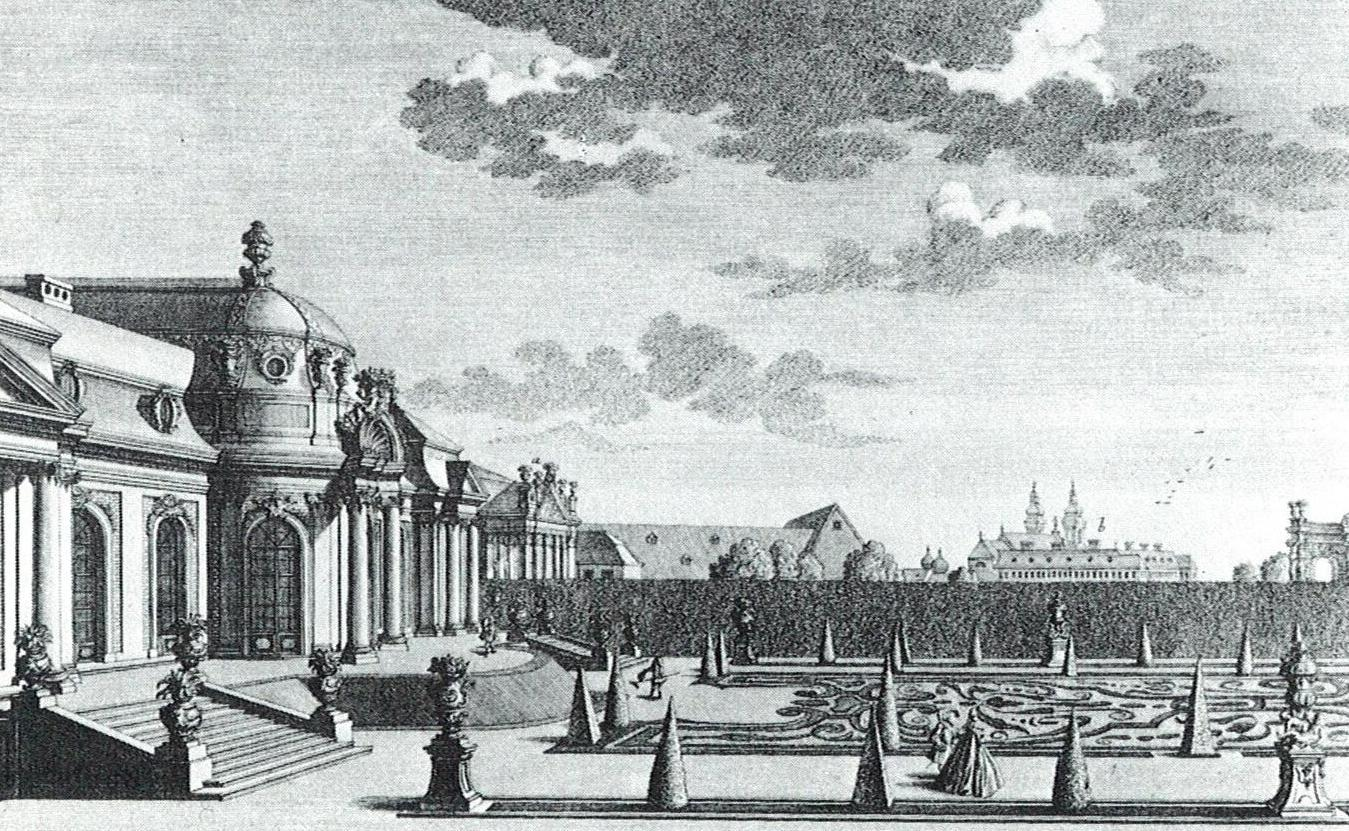
Seitliche Ansicht der Gartenfront

Das Palais Althan war ein Gartenpalais, das Joseph Emanuel Fischer von Erlach im Auftrag von Graf Gundacker von Althan 1732 errichtete. Es befand sich an der heutigen Ungargasse 63–67 im 3. Wiener Gemeindebezirk und erstreckte sich beiderseits der Barichgasse. Es handelte sich damals um eine der bedeutendsten Barockanlagen des deutschsprachigen Raums. 
Im Jahr 1726 erwarb Karl Anton Graf Harrach des Grafengeschlechts Harrach das Grundstück, auf dem sich damals Weingärten befanden (das Palais Harrach befindet sich in der unmittelbaren Nachbarschaft). 1729 verkaufte er es bereits weiter an Graf Gundacker von Althan, der anschließend das Palais errichten ließ.
Der Mittelteil des Schlosses hatte ein teilweise geschwungenes Mansarddach und eine Kuppel, die als Generalprobe der Kuppel der Winterreitschule der Hofburg bezeichnet wurde.
Der Garten erstreckte sich über die heutigen Grundstücke Barichgasse 15–35 und 16–44 sowie Juchgasse 22–42.
1745 verkaufte Graf Gundacker von Althan die Anlage an seinen Stiefsohn Ferdinand Philipp Fürst Lobkowitz, der es aber ebenfalls weiterverkaufte. Nach mehreren Besitzwechseln gelangte das Palais ins Eigentum von Michael von Barich.
Barich ließ das Palais abreißen und teilte das Grundstück in 34 Parzellen, auf denen 1842 bis 1845 Wohnhäuser erbaut wurden; Nach ihm wurde auch die Barichgasse benannt.
Dieses Palais ist nicht zu verwechseln mit dem Palais Althan-Pouthon am Wiener Alsergrund.